# Висоза (Минас-Жерайс)
Висоза (порт. Viçosa) — муниципалитет в Бразилии, входит в штат Минас-Жерайс. Составная часть мезорегиона Зона-да-Мата. Входит в экономико-статистический микрорегион Висоза. Население составляет 70 907 человек на 2006 год. Занимает площадь 299,397 км². Плотность населения — 249,2 чел./км².

## История
Город основан 30 сентября 1876 года.

## География
Климат местности: горный тропический. В соответствии с классификацией Кёппена, климат относится к категории Cwa.

## Статистика
- Валовой внутренний продукт на 2003 год составляет 273 357 766,00 реалов (данные: Бразильский институт географии и статистики).
- Валовой внутренний продукт на душу населения на 2003 год составляет 6897,59 реалов (данные: Бразильский институт географии и статистики).
- Индекс развития человеческого потенциала на 2000 год составляет 0,809 (данные: Программа развития ООН).